# Canon antichar Type 1 47 mm
Pour les articles homonymes, voir Canon de 47 mm.
Le canon antichar Type 1 47 mm Type 1 47 mm anti-tank gun (一式機動四十七粍速射砲, Isshiki Kidō yonjūnana-miri sokushahō, "Canon mobile à tir rapide de 47 mm Type 1") est un canon antichar développé par l'Armée impériale japonaise et utilisé au combat durant la Seconde Guerre mondiale mais également par l'armée indonésienne au cours de la révolution nationale indonésienne. Il fut utilisé comme armement principal sur le Type 97 Chi-Ha à nouvelle tourelle, renommé Type 97-Kai ShinHoTo Chi-Ha, et sur le Type 1 Chi-He.

## Munitions

### Obus antichar explosif Type 1
L'obus antichar explosif (APHE) pèse 1,53 kg, et il est muni d'une fusée de base Modèle 2, et il est traçant. La munition complète pèse 2,8 kg. Il emporte une petite charge explosive de 18 g composée de RDX stabilisé par 10% de paraffine. La vitesse initiale est d'environ 820 m/s.
| Distance (m) | (mm) à {\displaystyle 0^{\circ }} | (mm) à {\displaystyle 30^{\circ }} |
| ------------ | --------------------------------- | ---------------------------------- |
| 230          | 76                                | 57                                 |
| 460          | 70                                | 51                                 |
| 690          | 62                                | 43                                 |
| 910          | 51                                | 36                                 |
| 1400         | 41                                | 30                                 |

### Obus explosif Type 1
L'obus explosif pèse 1,4 kg, et il est muni d'une fusée Type 88 instantanée ou à délai court. La munition complète pèse 2,4 kg. Il emporte une charge explosive de 91 g composée d'un petit bloc d'acide picrique, et d'un plus grand bloc de TNT.

## Source
- (en) Cet article est partiellement ou en totalité issu de l’article de Wikipédia en anglais intitulé « Type 1 47 mm Anti-Tank Gun » (voir la liste des auteurs).